# Jan de Visscher
Jan de Visscher, o Johannes de Visscher o Johannes Visscher (Haarlem, 1633 -1636 – Amsterdam, 1692 -1712), è stato un incisore, disegnatore e pittore olandese del secolo d'oro.

## Biografia

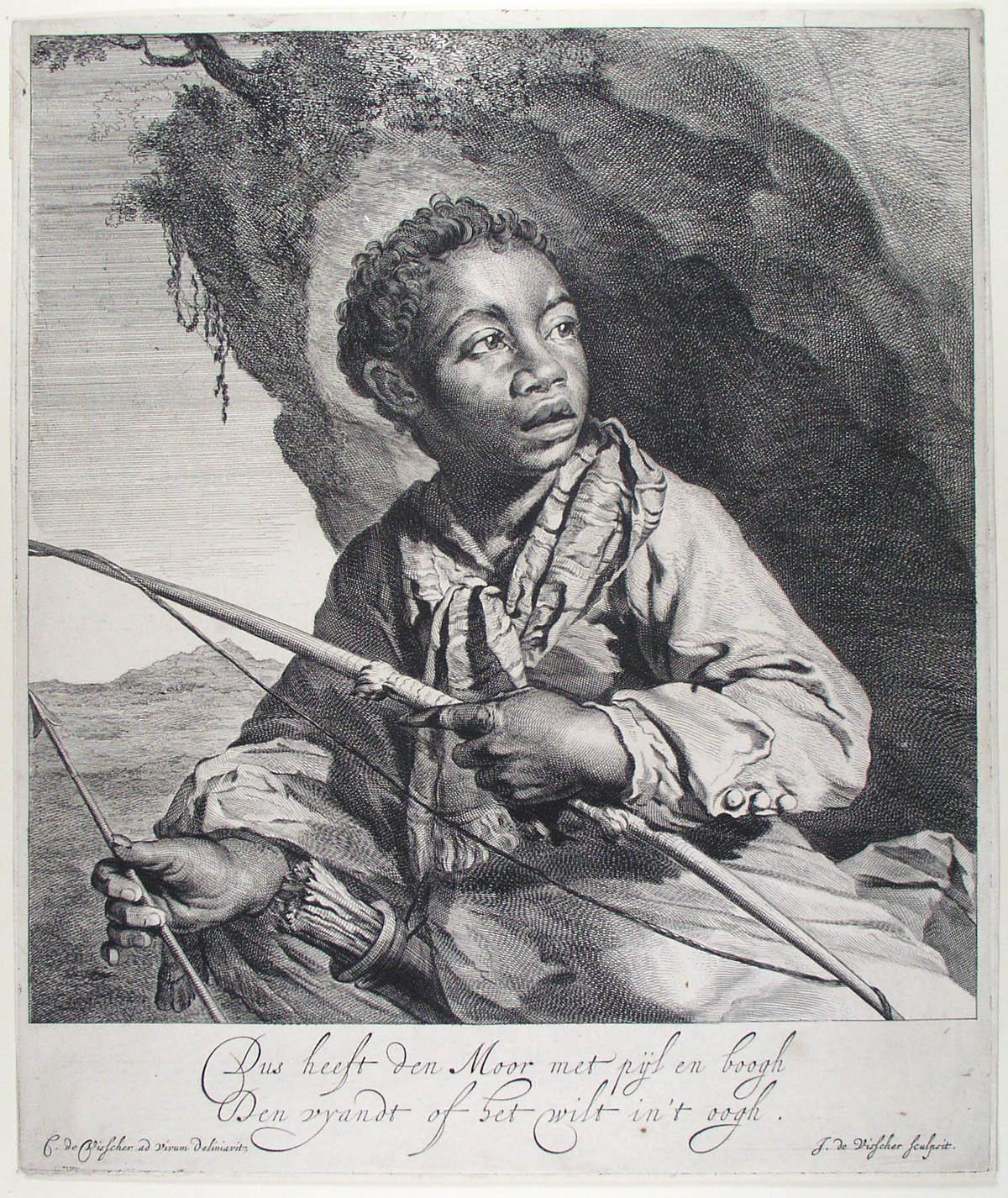
Il moro da un disegno di Cornelis de Visscher II

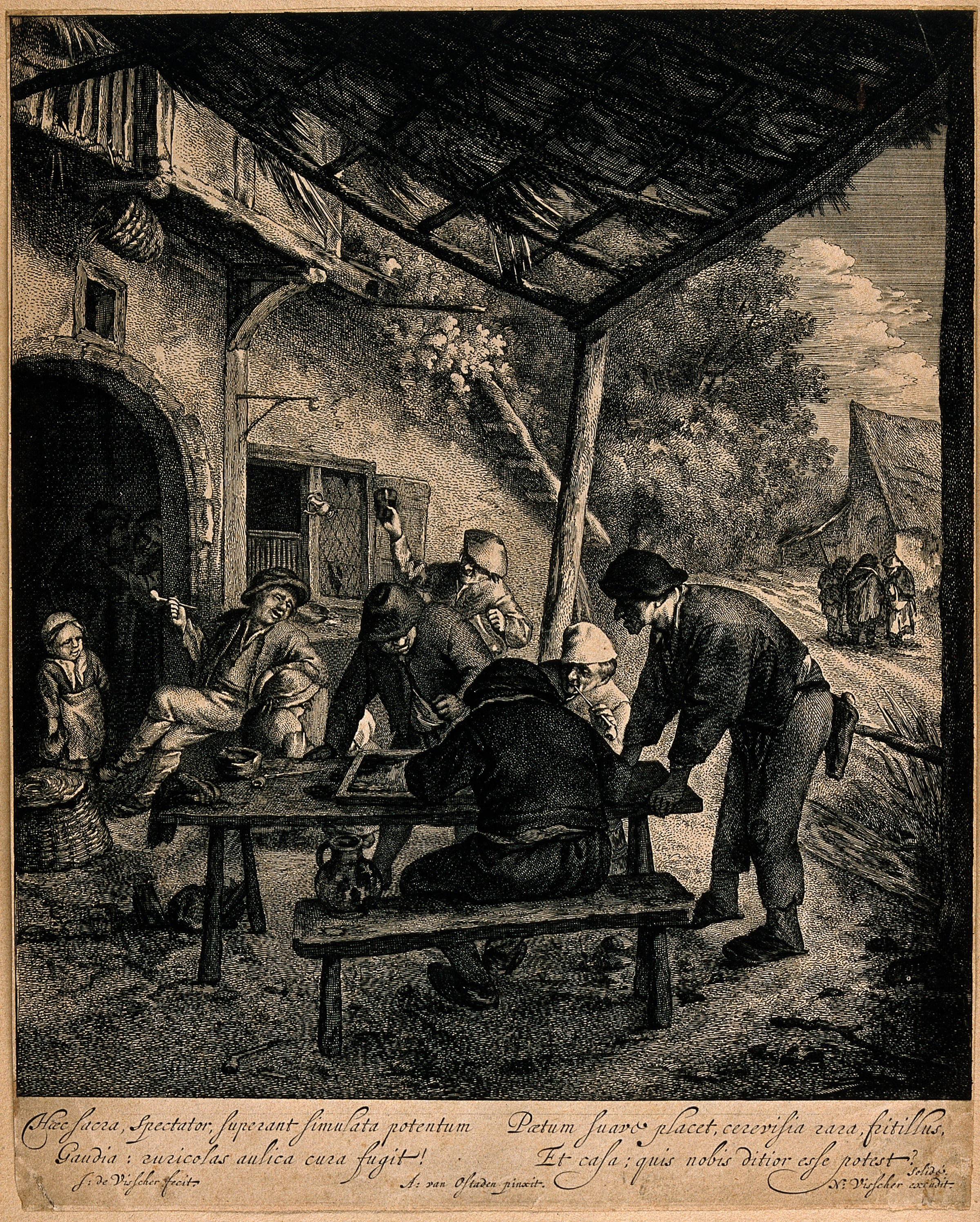
Giocatori di backgammon da Adriaen van Ostade

Poco si conosce della vita di quest'artista, che era fratello di Cornelis e Lambert de Visscher. Probabilmente nacque a Haarlem tra il 1633 e il 1636, avendo riferito nel 1692 di avere 56 anni. Sposò Catharina Adriaens, figlia dell'agente immobiliare Adriaen Hendricksz. de Wees, ad Amsterdam il 30 ottobre 1658. Con certezza è noto solo un dipinto di sua mano appartenente a una collezione privata e in prestito al Frans Hals Museum nel 2017. A partire dal 1690 studiò pittura presso Michiel Carrée. Nel 1692 fu segnalato come poorter di Amsterdam, cioè come cittadino di quella città appartenente alla classe borghese. Dopo quell'anno non si hanno più notizie dell'artista e si presume che la sua morte sia avvenuta tra il 1692 e il 1712.

Realizzò principalmente paesaggi, in particolare invernali, ed eseguì ritratti. Come il fratello Cornelis, era considerato eccellente in ritrattistica, ma lo superò nell'incisione di opere di Adriaen van Ostade e Nicolaes Berchem. Eseguì incisioni anche dai suoi disegni. Secondo Nagler realizzò 14 ritratti, 17 soggetti storici, 30 scene di genere e 64 paesaggi.